# Wenzelia
Wenzelia es un género con nueve especies de plantas de flores perteneciente a la familia Rutaceae. 

## Especies seleccionadas
- Wenzelia archboldiana
- Wenzelia brevipes
- Wenzelia dolichophylla
- Wenzelia grandiflora
- Wenzelia kambarae
- Wenzelia melanesica
- Wenzelia paludosa
- Wenzelia platysperma
- Wenzelia tenuifolia

- Datos: Q9095751
- Especies: Wenzelia